# Alfa-pinè
L'alfa-pinè (α-pinè) és un hidrocarbur alifàtic cíclic d'origen orgànic, pertanyent a la categoria dels terpens. És un alquè i en la seva estructura hi conté un ciclobutà. A temperatura ambient, aquest monoterpè és un líquid incolor que es volatilitza amb facilitat. L'alfa-pinè és un dels dos isòmers que existeixen del pinè, juntament amb el beta-pinè. Alhora, existeixen dos enantiòmers de l'alfa-pinè: el (+)-α-pinè (també R-α-pinè) i el (-)-α-pinè (també S-α-pinè). És un compost molt present en els olis essencials de les coníferes, especialment en els pins, però també es pot trobar en molts ordres de plantes pertanyents a classes com Liliòpsida o Magnoliòpsida. És, juntament amb el limonè, el terpè més àmpliament distribuït a la natura, i representa també un dels principals compostos orgànics volàtils emesos a l'atmosfera.

## Biosíntesi

Reacció de formació de l'alfa-pinè (i també el beta-pinè)

Com tots els monoterpens, prové de la ionització del substrat geranil pirofosfat per part d'una sintasa monoterpènica. L'alfa pinè, en ser un monoterpè cíclic, deriva del catió alfa-terpenil. Quan el catió alfa terpenil experimenta una addició de Markovnikov (ciclació 2,7) es converteix en el catió pinil, que en funció del protó que perdi es convertirà en alfa-pinè o bé en beta-pinè. Es coneixen diverses sintases terpèniques en plantes que generen alfa-pinè com a producte principal, com la CsTPS2 del Cannabis sativa, o la FvPINS de la maduixera.

## Química atmosfèrica
L'alfa-pinè és emès en grans quantitats per la vegetació. En l'atmosfera, aquest compost reacciona amb l'ozó, el radical OH i el radical NO₃, donant lloca a espècies poc volàtils que en condensar-se en els aerosols existents, generen aerosols orgànics secundaris. Aquestes reaccions han estat demostrades al laboratori per múltiples monoterpens i sesquiterpens.
Els productes derivats de la interacció de l'alfa pinè amb l'atmosfera són el pinoaldehid, el norpinoaldehid, l'àcid pínic, l'acid pinònic i l'àcid pinàlic.

## Usos i propietats
Un ambient amb presència d'alfa-pinè pot ajudar a recuperar-se més ràpidament de la fatiga que un espai absent d'aquest compost.